# إيان مكينيرني
إيان مكينيرني (بالإنجليزية: Ian McInerney)‏ هو لاعب كرة قدم بريطاني في مركز الوسط، ولد في 26 يناير 1964 في ليفربول في المملكة المتحدة. لعب مع ستوكبورت كونتي ونادي روتشديل ونادي موركامب وهدرسفيلد تاون.